# Gevezin
Gevezin ist ein Ortsteil der Gemeinde Blankenhof im Landkreis Mecklenburgische Seenplatte in Mecklenburg-Vorpommern. Sie wird vom Amt Neverin mit Sitz in gleichnamiger Gemeinde verwaltet.

## Geografie und Verkehrsanbindung
Gevezin liegt südwestlich des Kernortes Blankenhof. Die B 104 verläuft nordöstlich, östlich erstreckt sich das 430 ha große Landschaftsschutzgebiet Malliner Bach und Seenkette (siehe Liste der Landschaftsschutzgebiete in Mecklenburg-Vorpommern).

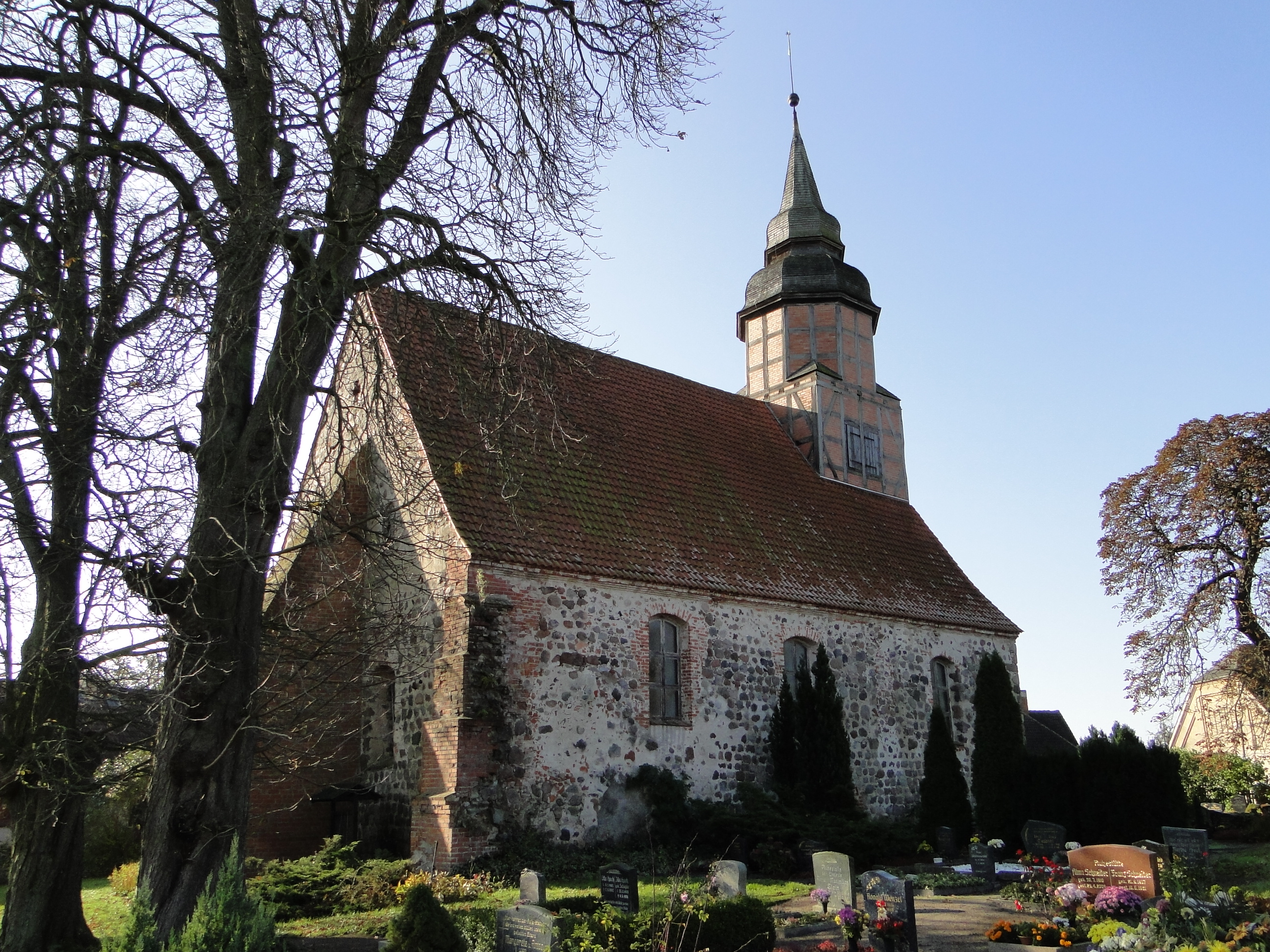
Dorfkirche Gevezin

## Geschichte
Gevezin, auch Gevzin, wird 1311 erstmals als Gywirczcin erwähnt, dann 1313 Gywetzin, 1408 Gywertzin. Der Name ist slawischer Herkunft (rekonstruiert *Javorčin), abgeleitet aus einer Verkleinerungsform von javor „Ahorn“. In der Ersterwähnung von 1311 übereignet der Fürst von Werle dem Ritter Wilburg Schade vier Hufen aus diesem Dorf. Seither war Gevezin ein ritterschaftliches Gut in Lehnsabhängigkeit vom mecklenburgischen Fürstenhaus. Später erwarb die Familie von Peckatel das Gut. Seit deren Konkurs 1653 wechselten die adeligen oder bürgerlichen Besitzerfamilien alle zwei bis drei Generationen. 1730 kaufte der Vize-Landmarschall Hans Heinrich von Keyserlingk Gevezin, 1755 saß mit Ernst Christoph von Kaiserlingk ein Oberstleutnant auf dem örtlichen Gut. Die in der Region weit verzweigte Grundbesitzerfamilie Pogge bemühte sich sogar selbst zur Ortsgeschichte, ihre letzten Vertreter waren Friedrich Pogge und Sohn Carl, welche auch mit einem anderen Gut in Pommern frühzeitig in finanzielle und juristische Schwierigkeiten gerieten. Die letzten beiden Bauernhöfe des Ortes wurden im späten 18. Jahrhundert gelegt.
An der Schwelle zum 20. Jahrhundert gehörte Gevezin zum ritterschaftlichen Amt Strelitz im (Teil-)Großherzogtum Mecklenburg-Strelitz. Letzte Eigentümer waren seit 1909 die spät nobilitierte und aus dem Baltikum stammende Familie von Buengner. Der genealogische Familienzweig Puchow wurde 1898 in den Adelsstand erhoben und stellte zuvor Bürgermeister, Kaufleute und sogar Ärzte. Der erste Buengner auf Puchow mit Rahnenfelde war der Dr. phil. Adolf Heinrich (von) Buengner (1855–1917). Er trug den eher seltenen Beititel russischer Edelmann und trat der Dt. Dendrologischen Gesellschaft des Grafen Fritz von Schwerin-Wendisch Wilmersdorf bei, dem vielleicht weltweit führenden Baumkundler seiner Zeit. Ihm folgte sein Sohn Carl Robert Erich von Buengner (1886–1963), verheiratet mit Clara Louise von Schröder aus dem benachbarten Kl. Lukow, einem Nachbargut. Erich von Buengner übernahm Gevezin 1917, mit der gleichzeitigen Erteilung eines Mutscheins durch den Landesherrn, zur Bestätigung seines alleinigen Besitzes. Für Puchow und Rahnenfelde musste er einen gesonderten Lehneid ableisten. Das junge Ehepaar Buengner hatte zwei Töchter und zwei Söhne. Hauptwohnsitz des Gutsbesitzers war das 590 ha große Gut Gevezin. Die Größe des Lehngutes Puchow umfasste 1921 genau 399 ha, Rahnenfelde gesondert mit 164 ha. Der Schwerpunkt lag auf der Milchviehwirtschaft. Als Gutsinspektor fungierte H. Sengbusch. Buengner jun. war wie sein Vater Mitglied in einigen Fachverbänden, in der Dt. Landwirtschafts-Gesellschaft und auch im Dt. Forstverein. Seine ganze Familie trat der Deutschen Adelsgenossenschaft bei, einem gleich geschalteten Standesverband, ursprünglich für den einfachen Adel gegründet, später für ebenso für den Hochadel von Interesse. Bis kurz vor der großen Wirtschaftskrise blieben mit den 396 ha für Puchow und für Rahnenfelde 156 ha die Größen konstant. Das bezieht sich auch auf die 588 ha in Gevezin. Auch wenn Gevezin als Hauptgut galt, die Erbbegräbnisstätte der Familie von Buengner wurde dennoch in Puchow eingerichtet. Eine 1947 publizierte Übersicht zum vormaligen Grundbesitz benennt für Erich von Buengner nochmal gesamt 1040 ha.
Im Zuge der Bodenreform wurde das Gut Gevezin im Herbst 1945 enteignet und aufgeteilt. Bemühungen von Nachkommen der letzten Besitzerfamilie in den frühen 1990ern zur Wiedererlangung des einstigen Gutsbesitzes blieben ohne Erfolg.

## Sehenswürdigkeiten
In der Liste der Baudenkmale in Blankenhof sind für Gevezin acht Baudenkmale aufgeführt:
- Die spätgotische Feldsteinkirche wurde auf älteren Resten errichtet. Der Westturm mit stattlichem Fachwerk-Dachreiter stammt aus dem Jahr 1786. Die flache Balkendecke ist bemalt; der Kanzelaltar stammt aus dem 18. Jahrhundert. Zum Baudenkmal gehört eine Feldsteinmauer mit Backsteinpfeilern und einem Lattenzaun. Die Kirche gehört zur Kirchengemeinde Penzlin-Mölln.

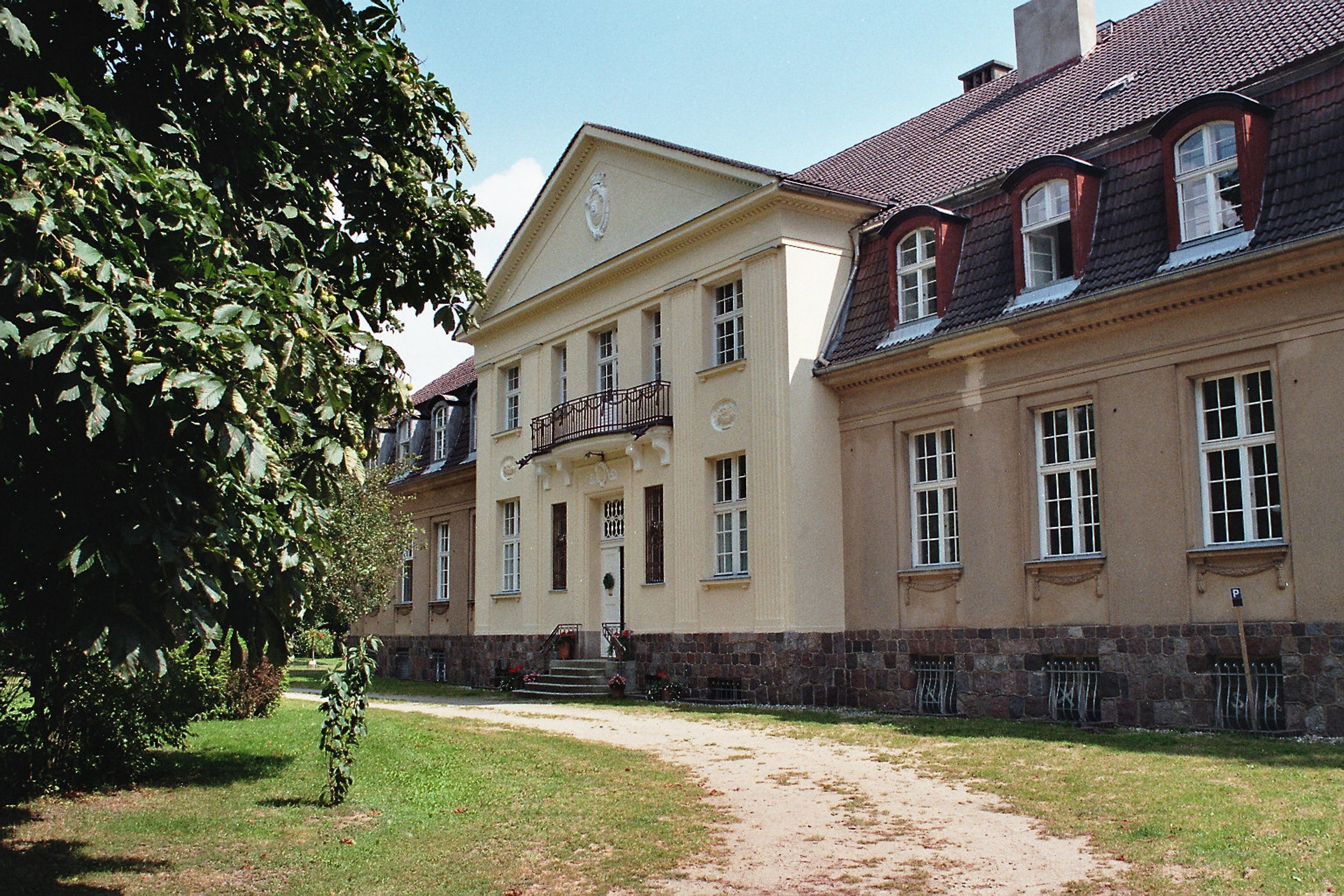
Herrenhaus Gevezin, bis 2012 Indianermuseum

- Das Herrenhaus des Gutes Gevezin wurde im Jahr 1912 als eingeschossiger Putzbau mit Mittelrisalit, Sockelgeschoss und Mansarddach nach Plänen der Berliner Architekten Albert Giesecke und Carl Wenzke errichtet.[20] Das Gut wurde später vom Sammler und Autor Karl-Heinrich Gehricke erworben und diente bis 2012 als Indianermuseum.[3] Zum Baudenkmal gehört der Park.
- Wohnhaus Klingelbaumstraße 7 mit Stallgebäude
- Wohnhaus Klingelbaumstraße 9

## Persönlichkeiten
- Albrecht Joachim von Krakevitz, Theologe, 1674 in Gevezin geboren